# Cleo Madison
Cleo Madison (nacida como Lulu Bailey; 26 de marzo de 1883-11 de marzo de 1964) fue una actriz teatral y de cine mudo, guionista, productora y directora activa en Hollywood durante la época del cine mudo.
Madison comenzó su carrera en el teatro. En 1910 empezó a actuar en una compañía de teatro llamada Santa Barbara Stock Company, en California. En 1913 fue contratada por la Universal Film Manufacturing Company para empezar a actuar en películas. Madison se hizo un nombre como actriz con actuaciones en películas como The Trey o' Hearts (1914). También se la considera una directora pionera, con varios cortometrajes y dos largometrajes, A Soul Enslaved (1916) y Her Bitter Cup (1916), a su favor.
Intentó en varias ocasiones crear una productora antes de abandonar el mundo del espectáculo en 1924. Murió de un ataque al corazón en 1964, a la edad de 80 años.

## Primeros años
Madison nació como Lulu Bailey en Bloomington, Illinois, el 26 de marzo de 1883, hija del Dr. C.B. Bailey. Estudió en la Illinois State Normal University (que se convirtió en la Universidad Estatal de Illinois en 1965) de Normal, Illinois. Tras finalizar sus estudios, se trasladó a California para perseguir su sueño de dedicarse profesionalmente a la interpretación.[cita requerida]

## Carrera profesional
Comenzó su carrera como actriz en la Santa Barbara Stock Company. Hizo sus primeras apariciones profesionales en el Burbank Theatre y el Belasco en 1911. Interpretó el papel de la madre en Captain Swift. En marzo de 1912 debutó como primera actriz en la compañía de Ernest Shipman en Phoenix, Arizona; su primera producción fue When We Were Twenty-One.[cita requerida] Realizó breves giras de vodevil.
En 1913, Madison firmó un contrato con Universal Pictures y al año siguiente protagonizó The Trey o' Hearts (1914), una serie cinematográfica de 15 episodios, en la que interpretó tres papeles: el de la protagonista, Judith Trine, y el de su malvada gemela Rose, así como el de la madre de las gemelas.

### Estilo de actuación
Las interpretaciones de Madison se basaban en un estilo interpretativo que desarrolló durante su época como artista de vodevil, basado en grandes gestos y expresiones faciales melodramáticas. No evitaba el esfuerzo físico en busca de una interpretación convincente, como demostró en The Trey of Hearts (1914), en la que su personaje tuvo que enfrentarse a una serie de retos físicos, como sufrir un accidente de coche, ser tiroteada y escapar de un incendio forestal. Sus personajes a menudo desafiaban los estereotipos de los papeles femeninos en el cine y abarcaban a heroínas, librepensadoras, villanas, tentadoras y aventureras. El estilo interpretativo de Madison empleaba su total entrega y pasión en cada papel, y sus interpretaciones eran a menudo aclamadas por ello. El periodista William M. Henry, que escribía para Photoplay, destacó su habilidad contrastando sus emotivas interpretaciones con su calculadora y comercial personalidad en la vida real: "... ver a Madison en imágenes no dice absolutamente nada de su carácter. Ante la cámara, sonríe y llora con la maravillosa simpatía de la que sólo una mujer es capaz".[cita requerida]
En 1915, Madison ya era conocida como una de las principales mujeres que trabajaban en Hollywood, y empezó a buscar nuevos retos dentro de la industria, como la escritura de guiones, la producción y la dirección.

### Carrera direccional
En 1915, Madison se convirtió en una de las pocas mujeres de Hollywood que empezó a dirigir sus propios cortometrajes y largometrajes. Madison formó parte de una oleada sin precedentes de mujeres directoras contratadas por Universal, entre las que se encontraban Grace Cunard, Jeanie MacPherson y Lois Weber. Madison, conocida por sus ideas progresistas, estaba ansiosa por empezar a trabajar y confiaba en su propia capacidad. Fue citada en la revista Photoplay:
"Un día de estos, los hombres van a superar la estúpida idea de que las mujeres no tienen cerebro, y dejarán de sentirse insultados al pensar que una mujer con falda puede hacer su trabajo tan bien como ellos. Y no creo que ese día esté muy lejano".
Madison dirigió dieciséis cortometrajes y dos largometrajes en una carrera que duró sólo un año. Entre sus trabajos más destacados figuran los cortometrajes Her Defiance (1916), Eleanor's Catch (1916), y Triumph of Truth (1916). Desde el punto de vista de la dirección, Eleanor's Catch destacó por ser una de las primeras películas en las que se utilizó el final inesperado, en el que se revelaba la sorprendente identidad de su personaje..
Los dos largometrajes de Madison han sido elogiados en la historia reciente, Her Bitter Cup (1916) es la historia de unos trabajadores sindicalizados liderados por el personaje de Madison que protestan contra su opresivo jefe. A Soul Enslaved (1916) presenta a una heroína desesperada que se convierte en amante de un hombre rico para escapar de la pobreza, y que después sufre las consecuencias de sus actos en una relación convencional posterior.

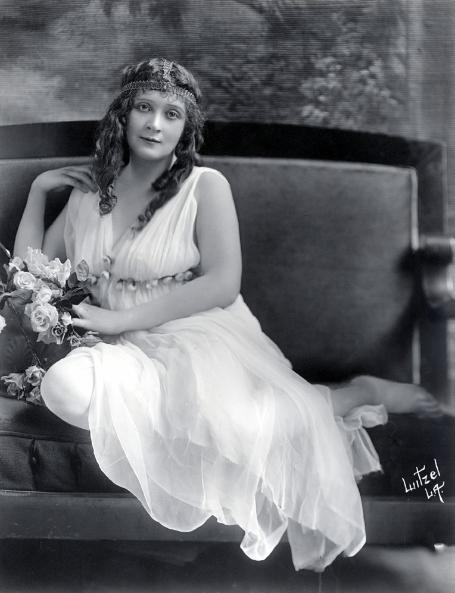
Madison c. 1916

El papel de Madison como directora le permitió incorporar temas como la opresión, la sexualidad y el poder desde una perspectiva femenina. Creía que el hecho de ser mujer influía positivamente en su estilo de dirección, y comentó en una ocasión que cada una de las obras que dirigía tenía que tener un cierto "toque femenino".
Los créditos como directora de Madison finalizan después de 1916 por razones desconocidas, aunque los historiadores del cine han especulado con que su estatus y su carga de trabajo le provocaron un ataque de nervios que la obligó a retirarse anticipadamente.[cita requerida]

### Carrera posterior
Los informes de 1916-1917 indicaban que estaba formando una productora con Isadore Bernstein, que finalmente no se materializó; en 1919 se volvió a informar de que estaba formando su propio estudio de producción. Durante estos años siguió actuando en películas como Black Orchids (1917), The Romance of Tarzan (1918), The Girl from Nowhere (1919) and The Great Radium Mystery (1919).
A principios de la década de 1920, la carrera de Madison no dejaba de declinar. Aunque se mantuvo activa con pequeños papeles en varios cortometrajes de la Universal, ya no poseía el poder de estrella necesario para interpretar papeles principales. Muchos historiadores del cine[¿quién?] señalan su enorme volumen de trabajo a mediados de la década de 1910 como causa del agotamiento y la exasperación de Madison.
Se rumorea que sufrió una crisis nerviosa en 1922, que intentó recuperar su carrera en 1923 y que en 1924 se había retirado definitivamente de la industria cinematográfica.

## Vida personal
Le entusiasmaban los coches y la conducción. Madison compró un automóvil de 1915 fabricado por la Haynes Automobile Company en diciembre de 1914. En su trabajo para la Universal Gold Seal Company conducía ocasionalmente un automóvil.
Muchos relatos que tratan con detalle la vida de Madison no mencionan su matrimonio en noviembre de 1916 con Don Peake, de San Francisco, California. director de ventas en el oeste de la Briscoe Motor Corporation. Ambos se divorciaron en 1917.
Antes de casarse, vivía con su hermana Helen en un bungalow de Hollywood. Helen, apodada "Sunshine" por su carácter alegre, era discapacitada y utilizaba una silla de ruedas. En 1916 llevaba ocho años inválida.[cita requerida] Madison se dedicó especialmente a su cuidado.

## Filmografía parcial

### Actriz
| - A Business Buccaneer (1912) - The Heart of a Cracksman (1913) - The Trap (1913) - Samson (1914) - The Severed Hand (1914) - Damon and Pythias (1914) - The Trey o' Hearts (1914) - The Master Key (1914) - The Sin of Olga Brandt (1915) - The Pine's Revenge (1915) - The Fascination of the Fleur de Lis (1915) - Alas and Alack (1915) - A Mother's Atonement (1915) - The Ring of Destiny (1915) | - Black Orchids (1917) - The Romance of Tarzan (1918) - The Great Radium Mystery (1919) - The Price of Redemption (1920) - Ladies Must Live (1921) - The Lure of Youth (1921) - A Woman's Woman (1922) - The Dangerous Age (1923) - Unseen Hands (1924) - Discontented Husbands (1924) - The Lullaby (1924) - The Roughneck (1924) - True as Steel (1924) |

### Directora
| - Liquid Dynamite (1915) (cortometraje) - The Power of Fascination (1915) (cortometraje) - The Ring of Destiny (1915) (cortometraje) - His Return (1916) (cortometraje) - Her Defiance (1916) (cortometraje) - Eleanor's Catch (1916) (cortometraje) - To Another Woman (1916) (cortometraje) - Triumph of Truth (1916) (cortometraje) - Along the Malibu (1916) (cortometraje) | - The Girl in Lower 9 (1916) (cortometraje) - Priscilla's Prisoner (1916) (cortometraje) - The Crimson Yoke (1916) (cortometraje) - When the Wolf Howls (1916) (cortometraje) - Alias Jane Jones (1916) (cortometraje) - Virginia (1916) (cortometraje) - Her Bitter Cup (1916) - A Soul Enslaved (1916) |